# Alosa macedonica
Alosa macedonica – gatunek anadromicznej ryby z rodzaju Alosa, rodziny śledziowatych (Clupeidae).

## Występowanie
Występuje w jeziorze Wolwi w północnej Grecji.